# Municipio de Madison (condado de Tipton)
El municipio de Madison (en inglés: Madison Township) es un municipio ubicado en el condado de Tipton en el estado estadounidense de Indiana. En el año 2010 tenía una población de 1396 habitantes y una densidad poblacional de 12,1 personas por km².

## Geografía
El municipio de Madison se encuentra ubicado en las coordenadas 40°16′36″N 85°54′49″O / 40.27667, -85.91361. Según la Oficina del Censo de los Estados Unidos, el municipio tiene una superficie total de 115.4 km², de la cual 115,4 km² corresponden a tierra firme y (0 %) 0 km² es agua.

## Demografía
Según el censo de 2010, había 1396 personas residiendo en el municipio de Madison. La densidad de población era de 12,1 hab./km². De los 1396 habitantes, el municipio de Madison estaba compuesto por el 98,5 % blancos, el 0,07 % eran afroamericanos, el 0,72 % eran de otras razas y el 0,72 % eran de una mezcla de razas. Del total de la población el 1,5 % eran hispanos o latinos de cualquier raza.